# Robert Freeman Smith
Robert Freeman Smith, född 16 juni 1931 i Portland, Oregon, död 21 september 2020 i Medford, Oregon, var en amerikansk republikansk politiker. Han representerade delstaten Oregons andra distrikt i USA:s representanthus 1983–1995 och 1997–1999.
Smith utexaminerades 1953 från Willamette University i Salem, Oregon.
Smith blev 1982 invald i USA:s representanthus. Han omvaldes 1984, 1986, 1988, 1990 och 1992. Han bestämde sig för att inte kandidera till omval i kongressvalet 1994. Wes Cooley vann valet och efterträdde Smith i representanthuset i januari 1995. Cooley vann republikanernas primärval utan motstånd inför kongressvalet 1996 men drog sedan sin kandidatur tillbaka när det framgick att han hade ljugit om sin militärtjänst. Smith övertalades att ställa upp i stället för Cooley. Han vann valet enkelt.
Smith var ordförande i representanthusets jordbruksutskott 1997-1999. Han stödde Greg Walden i kongressvalet 1998. Walden vann valet och efterträdde Smith i representanthuset i januari 1999.